# Щеделски художествен институт и галерия
Щеделският художествен институт и галерия (на немски: Städelsches Kunstinstitut und Städtische Galerie), известен и само като Щедел, е художествена галерия и музей във Франкфурт на Майн, чиято колекция е сред най-значителните в Германия.
В музея се съхраняват 2700 картини (600 от които в действащи експозиции), 600 скулптури, около 100 хиляди графики.

## История
Своето наименование художественият институт получава от името на неговия основател - франкфурктския банкер Йохан Фридрих Щедел. В художествения институт има обществена галерия и школа за изкуство.
Силно пострадала по времето на Втората световна война, сградата на музея е построена наново по проект на франкфуртския архитект Йоханес Кран през 1966 г. Помещенията на художествения институт са разширени през 1990 г. През 1997 – 1999 г. се извършдат ремонтни работи и преустройство на галерията.

## Творби
Колекцията представя шедьоври на европейското изкуство от 7-и до началото на 14-и век, през късната готика, Ренесанса и барока до времето на Гьоте; от 19-и век и класическия модернизъм до съвременни произведения.

### Готика
Готиката съвпада с голямото възраждане на отдадеността към Дева Мария, в което изобразителното изкуство има основна роля. Изображенията на Дева Мария прерастват от византийския тип – Коронацията на Богородица, в по-човешки и интимни варианти и в цикли за живота на Богородица.
- Барнаба да Модена, Мадона с Младенеца, 1367
- Анонимен, Райската градина, ок. 1410 - 1420

### Ренесанс
Италианската ренесансова колекция, наред с други произведения, съдържа женски портрети от Сандро Ботичели и Бартоломео Венето. Жените са прецизно изрисувани и са с особено привлекателни черти. Независимо от идеализирането им се смята, че истински жени са послужили като модели за подражание. Идеализиран портрет на млада жена е ценно произведение от живописта на Ботичели. Младата жена носи скъпоценен камък, подобен на този от колекцията Медичи. Ето защо се приема, че прототипът е Симонета Веспучи - любимата на Джулиано Медичи, а моделът на Венето за картината е незаконната дъщеря на папа Александър VI - Лукреция Борджия.
- Сандро Ботичели, Идеализиран портрет на млада жена, 1480—1485
- Бартоломео Венето, Флора, 1520/1525 (вероятен портрет на Лукреция Борджия)

В допълнение следва да се включат творби с религиозна тематика, като изображението на Мадоната с Младенеца, Йоан Кръстител и Св. Елисавета на Джовани Белини, в чието ателие е рисувана в началото на 16-и век. То се характеризира с това, че всички сини тонове са направени със скъпоценния пигмент ултрамарин. Още отпреди 1500 г. е картината Мадона и Младенеца със Свети Йоан Кръстител от Перуджино и Рафаел.
- Пиетро Перуджино и Рафаел, Мадона с Йоан Кръстител, ок. 1479
- Джовани Белини, Мадоната с Младенеца, Йоан Кръстител и Св. Елисавета, 1490 - 1500

Нидерландските ренесансови художници са представени с Мадона Лука от Ян ван Ейк. Изображението е сред най-ранните картини с маслени бои за изпълнявани за първи път в Нидерландия от 1420 г. от художници натуралисти. Друга религиозна работа от 1480-1490-те г. е Ecce Homo от Йеронимус Бош – осъждането на Исус от тълпата.
Немскоговорещите страни са представени от картините на Ханс Холбайн Стари, Ханс Холбайн Млади, Лукас Кранах Стари; Матиас Грюневалд.
- Ян ван Ейк, Мадона Лука, ок. 1430
- Йеронимус Бош, Ecce homo, 1480 – 1485
- Матиас Грюневалд, Панел на олтара на Гелера, 1509 – 1510
- Лукас Кранах Стари, Венера, 1532

### Барок
Барокът е представен от италианската (включително Венецианската) живописна школа, както и от Нидерладската барокова живопис от нейния Златен век.
- Рембранд, Ослепяването на Самсон, 1636
- Ян Вермеер, Географ, 1669

Немски барок
Има значими творби на немски художници – пейзажи и натюрморти.
- Адам Елсхаймер, Прославяне на кръста, 1605/1609
- Георг Шлегел, Натюрморт с хляб и сладкиши, ок. 1637
- Якоб Филип Хакерт, Изглед със „Св. Петър“ в Рим, 1777
- Йохан Хенрих Вилхем Тишбейн, Гьоте в римска Кампаня, 1787

### 19-и век
- Йожен Дьолакроа, Арабска фантазия, 1833
- Гюстав Курбе, Вълната, 1869/1870
- Гюстав Курбе, Изглед от Франкфурт на Майн със Стария мост, 1858
- Едуард Мане, Закуска, 1868
- Пиер Огюст Реноар, След закуската, 1879
- Пол Сезан, Гоският път, ок. 1870
- Едгар Дега, Балетът, 1872

### Скици
Графичната колекция на Щадел включва 100 хиляди скици и графики от Късното средновековие до модерните времена. Тя е сред най-богатитие от рода си в Германия.
- Тициан, Св. Себастиан, ок. 1522
- Албрехт Дюрер, Нюрнберг и венециански жени, 1495
- Албрехт Дюрер, Меланхолия, 1514
- Рембранд, Пиян възрастен мъж, 1630/1631

### Модернизъм
Отделът за модерно изкуство показва творби от всички основни стилове. Така творбата Портрет на Фернанд Олиевие (1909) на Пабло Пикасо е пример за кубизъм. Експресионизмът също е изчерпателно представен в колекцията, например с художниците Август Ролберт Лудвиг Маке и Франц Марк, които създават Синият конник. Интересна е картината Натюрморт на Анри Матис, рисувана през 1911-1913 г. В допълнение към това са картините на Едвард Мунк, който е нареждан сред пионерите на това изкуство. Колекциите включват произведенията на водещите групи на художници на онова време.
Художникът Франц Марк е един от ярките представители на експресионизма и е един от редакторите на алманах „Синият конник“. Неговите търсения са насочени към природата сама по себе си, към животните, също се обръща към проблема на изображение на снега или „бяло върху бяло“. Тук е представен от картината Лежащо куче на снега. Образът на животното е пълен с усещане за свещена чистота и хармония, постигнати чрез белия цвят, а синият е символ на мъжеството и строгостта на ума.
- Франц Марк, Лежащо куче на снега. 1910/1911
- Ернст Лудвиг Кирхнер, Вариете(водевил) /английски танцьори, 1912/1913
- Август Маке, Две момичета, 1913

## Скулптура
В музея се намира скулптурата „Ева“ на Огюст Роден.
- Eва, Огюст Роден, ок. 1881 г.